# Garuva
Garuva é um município brasileiro do estado de Santa Catarina. Está localizada na região do Caminho dos Príncipes, nordeste do estado de Santa Catarina, região sul do Brasil. Localiza-se entre duas grandes cidades brasileiras: Curitiba (capital e maior cidade do estado do Paraná) e Joinville (maior cidade do estado de Santa Catarina). Garuva é a primeira cidade catarinense cortada pela rodovia BR-101, no sentido norte-sul. A cidade é passagem obrigatória, principalmente para os turistas que se deslocam até as praias de Itapoá-SC e Guaratuba-PR.
A população de Garuva é de aproximadamente 18 484 habitantes (IBGE 2010), com predominância para a etnia alemã, italiana, portuguesa e francesa. A área total do município é de 503,603 quilômetros quadrados. A densidade demográfica do município é de 28,23 hab/km² (IBGE 2010). O município tem limites ao Norte, com o estado do Paraná, cidade de Guaratuba, ao Sul, com Joinville/São Francisco do Sul, ao Leste, com Itapoá e ao Oeste, com Campo Alegre.
Garuva é um lugar privilegiado com diversidade de paisagens e opções de turismo ecológico e de aventura. Além disso, os rios que cortam o município formam uma das baias mais piscosas do Sul do Brasil, atraindo empresários e amantes da pesca esportiva.

## História
A partir de 1820 a Europa começou a conviver com uma série de problemas sociais provenientes do aumento da população e da falta de desenvolvimento da indústria e da agricultura. Em consequência, grande parte da população ficou sem alimentação e sem emprego. Para os empregados os salários eram baixos e havia muita injustiça social.
Foi então que milhares de europeus deixaram seus países e se estabeleceram em outros países. Muitos vieram para o Brasil, porque o governo brasileiro incentivava as imigrações para que o país pudesse crescer economicamente. Foi dentro deste contexto que um grupo de famílias francesas, lideradas pelo Dr. Mure, se estabeleceu, em 1841, aqui na região. Parte das famílias se estabeleceu na Vila da Glória e o restante no bairro Palmital. 
O objetivo era criar um grande centro comercial, pois estavam de frente para o mar para exportar os produtos e próximos à estrada de Três Barras, o que lhes permitia comprar carne do interior do país a preços baixos e vender seus produtos. Na ocasião, o principal alimento da população era carne de gado e peixe. Também pretendiam construir e vender máquinas a vapor (para locomotivas e fábricas) que haviam sido inventadas há pouco. Este grupo de famílias pretendia viver de acordo com o pensamento de um francês, Charles Fourier (1772-1837). Segundo ele, a sociedade ideal era a que aglomerasse um grupo de famílias com vários profissionais, oficinas, hospedaria, entre outros. Todos trabalhariam em função do grupo, chamado falanstério. As refeições seriam em comum, para expressar esta unidade. Os produtos não seriam comprados e vendidos entre eles, mas sim usados segundo as necessidades de cada um, como se fosse uma grande família. As atividades comerciais seriam com outras comunidades. A península do Saí foi, portanto, o local onde se estabeleceu a única tentativa para instalação de uma comunidade falansteriana no Brasil. 
Este grandioso empreendimento se extinguiu em 1847 em partes por causa das rivalidades entre os dois grupos (da Glória e do Palmital), mas o motivo principal do fracasso do empreendimento foi a estrada de Três Barras, que a partir de 1842 estava interditada por causa das árvores tombadas sobre seu leito, além das pontes estragadas. O governo brasileiro não manifestou interesse em restaurar a estrada porque ela era economicamente inviável e na ocasião haviam outras prioridades a nível federal. Os franceses deixaram o local dirigindo-se para outros estados, como Rio de Janeiro.
Dentro dos limites da atual área urbana, os primeiros moradores que se fixaram em 1914 foram o Sr. Manoel Martins (que veio de Guaraqueçaba-PR), Cândido da Veiga (português) e Theodor Roco. Em 1919, um outro grupo de franceses estabeleceu-se no bairro Palmital e um segundo grupo se estabeleceu no bairro Barrancos.

No dia 15/12/1927 foi criado o Distrito do Palmital com sede no atual bairro Palmital. Em 1935 o distrito teve sua sede transferida para Garuva e passou a se chamar Distrito São João do Palmital. Esta data coincide com a falência da empresa agrícola Palmital e a saída de muitas famílias do local em virtude do término das atividades agrícolas e comerciais ligadas à empresa.

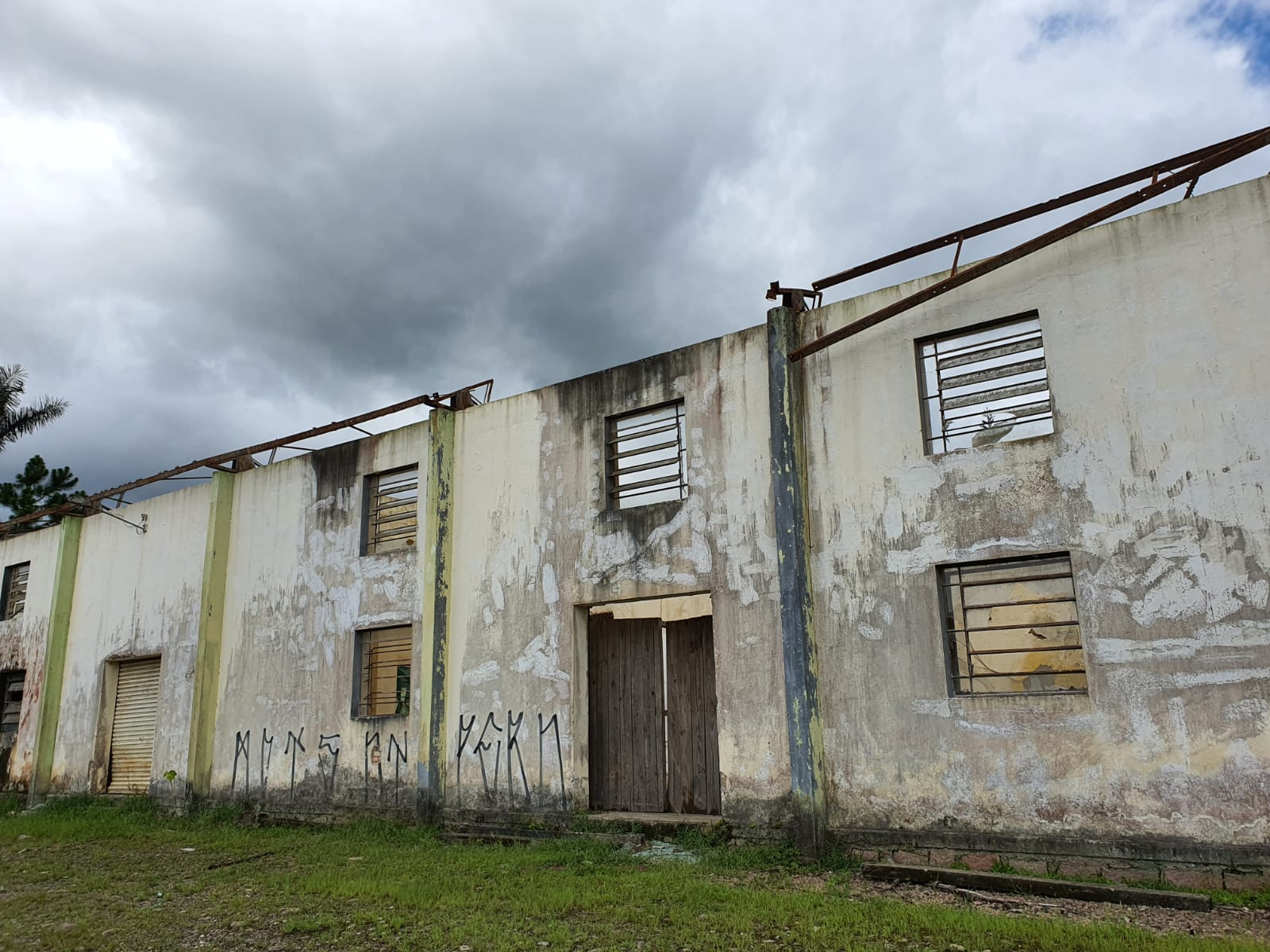
Ruínas de uma antiga fábrica de banana em Garuva

Em 1942, o nome foi mudado pelo prefeito José Alves de Carvalho Filho e passou a ser chamar Distrito de Garuva, já que em Santa Catarina havia muitos distritos com o nome de São João e isto criava confusão. No dia 20 de dezembro de 1963 houve a emancipação política (desmembrando de São Francisco), motivada pelo ex-vereador Dórico Paese. 
A instalação do município foi no dia 29/02/1964 e nomeado o primeiro prefeito provisório, Olívio Nóbrega. Seis meses depois, ele passou o cargo a Raul Slamma e em novembro de 1964 foi eleito o primeiro prefeito, Dórico Paese. O Dórico, que já fora vereador por São Francisco do Sul, foi um dos grandes batalhadores pela emancipação de Garuva. A cidade deve a ele a chegada da energia elétrica e muitas outras conquistas. Ou seja, seu nome está intimamente associado à história do município. O aniversário do município é celebrado, portanto, no dia 20 de dezembro.

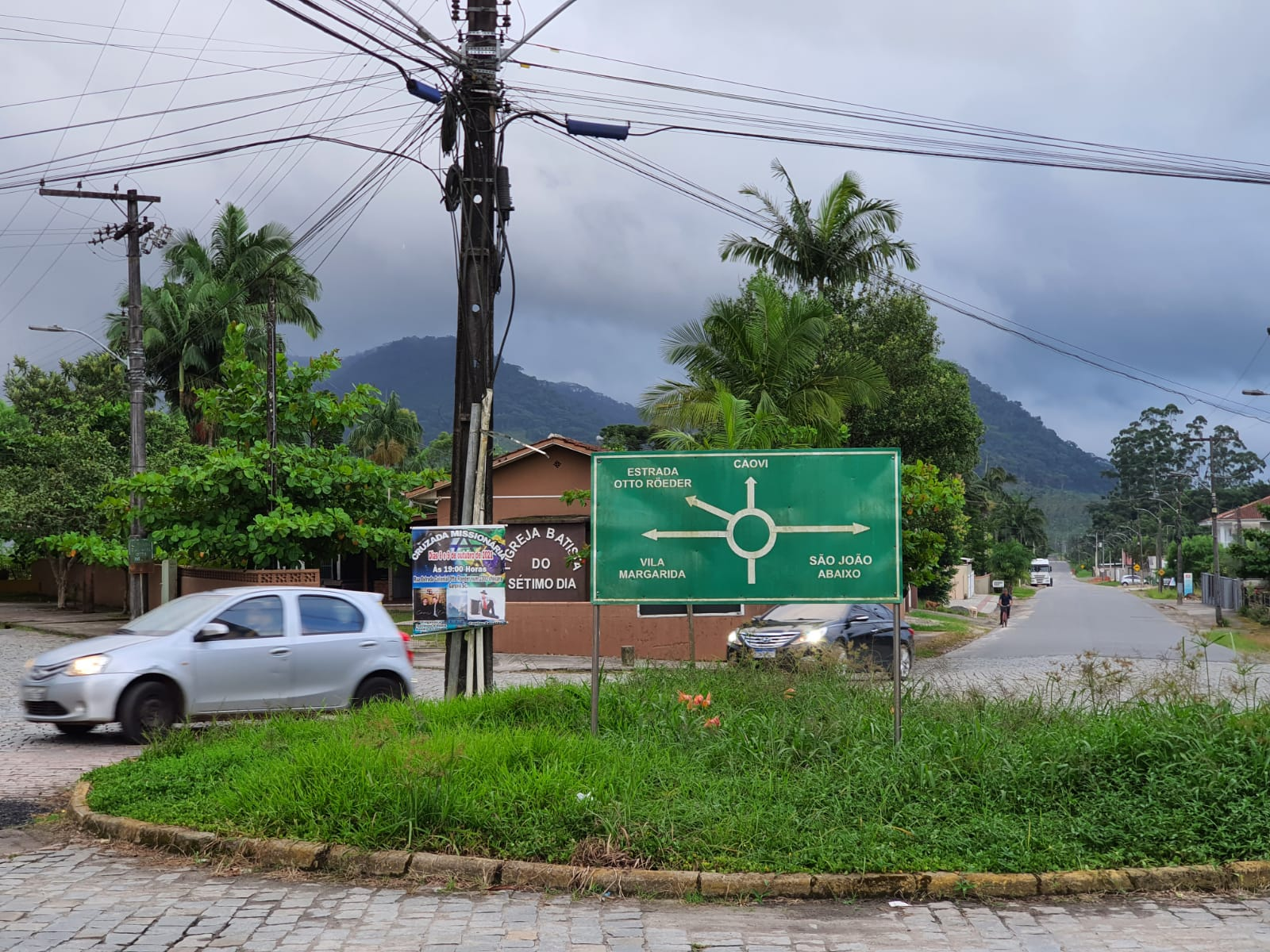
Rotatória para os bairros São João Abaixo, Vila Margarida e Caovi

## Limites
O município tem limites ao Norte, com o estado do Paraná, cidade de Guaratuba, ao Sul, com Joinville/São Francisco do Sul, ao Leste, com Itapoá e ao Oeste, com Campo Alegre. 

## Bairros
Garuva possui as seguintes localidades, além da região central: Três Barras, Barrancos, Rio da Onça, Palmital, Sol Nascente, Baraharas, Minas Velhas, Caovi, Garuva Acima, Vila Verde, São João Abaixo, Bom Futuro, Urubuquara, Quiriri, além dos bairros Geórgia Paula, Jardim Itamarati, Vila Trevo e Jardim Garuva (Habit), situados próximos a Região Central.

## Economia

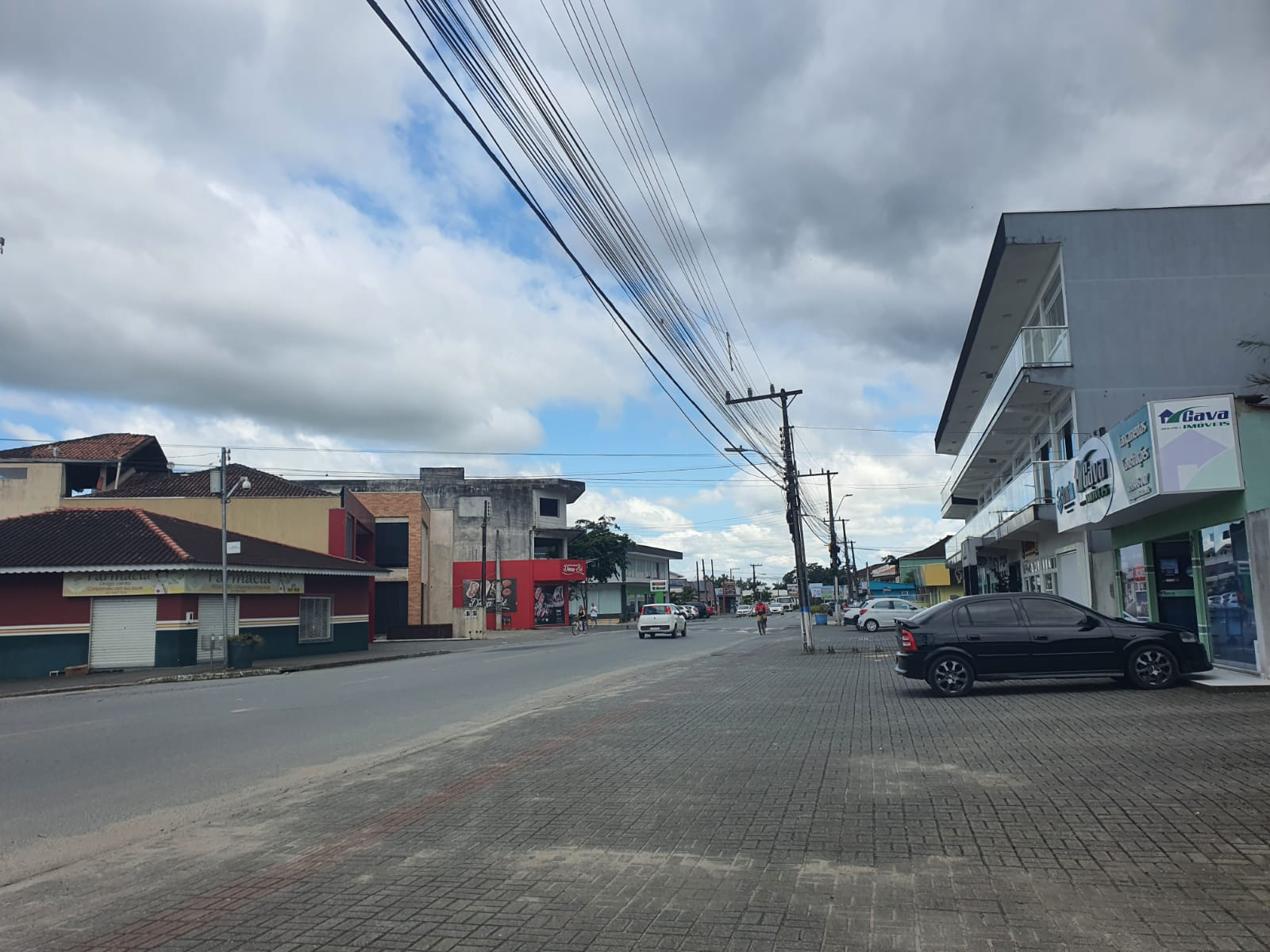
Parte do centro de Garuva pertencente à Avenida Celso Ramos

O desenvolvimento socioeconômico de Garuva é hoje destaque no estado de Santa Catarina, devido a sua localização estratégica às margens da BR-101 (Área Industrial Sul), SC-417 (Área Industrial Leste) e SC 416 (Área Retroportuária, que dá acesso ao Porto de Itapoá). Além disso, possui proximidade de grandes pólos industriais, portos e aeroportos da região sul.
Há pouco tempo sua economia era voltada predominantemente para a agricultura, sobressaindo-se a bananicultura e a rizicultura, passando pelo ciclo do extrativismo e do artesanato. Hoje, Garuva apresenta economia diversificada com empresas e industriais de diferentes segmentos e conta com constante crescimento no setor de comércio e serviços.

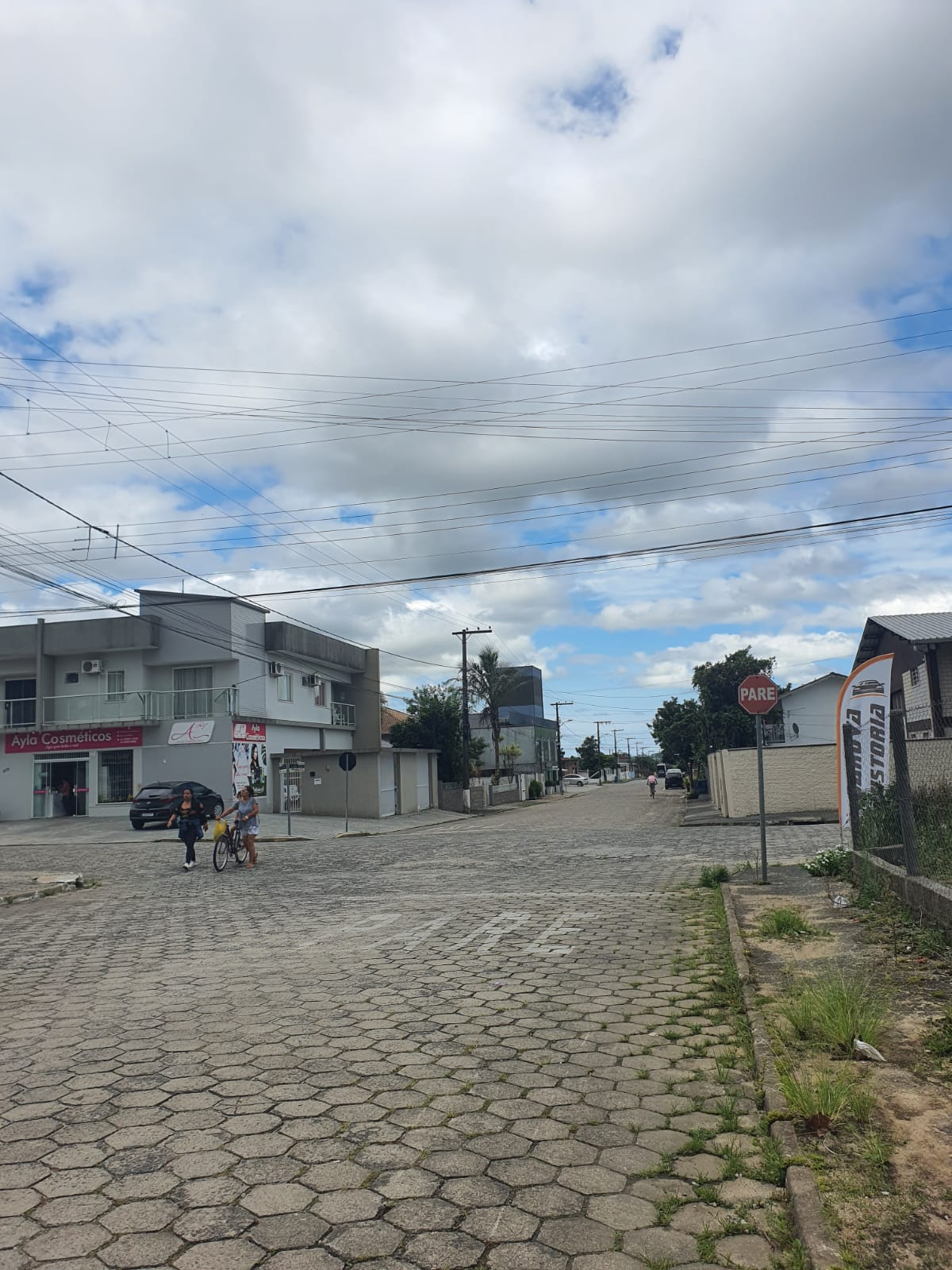
Rua Castro Alves, uma homenagem ao poeta homônimo do romantismo brasileiro

No aspecto industrial, Garuva se destaca na atividade metal mecânica, metalurgia, agroindústrias, madeireiras, entre outras e está em grande ascensão na implantação de complexos logísticos, industriais e retroportuários, o que diversificam os setores, oportunizando mão-de-obra imediata. Algumas das empresas instaladas na cidade são: Marcegaglia (a única no Brasil), LS Mtron, Woerner, Refrex, Bahamas Tropical, HKTC do Brasil S/A, entre outras. 
Outro destaque do setor está na infraestrutura das áreas industriais que promovem disponibilidade de acesso a energia de 138 KV, água em abundância, gás natural, termoelétrica, além dos incentivos fiscais e econômicos viabilizados pelo município.
O setor agrícola é exemplar. Aqui se produz bananas de qualidade exportada para vários países do MERCOSUL. Também há destaque na cultura do arroz, cana de açúcar, mandioca, flores e criação de peixes e gado de corte.
Garuva é o maior pólo de artesanato de vime da região e tem incrementado as atividades em cipó imbé e da fibra da bananeira. O artesanato por muitas décadas ajuda a complementar a renda de muitas famílias garuvenses.

## Turismo e entretenimento

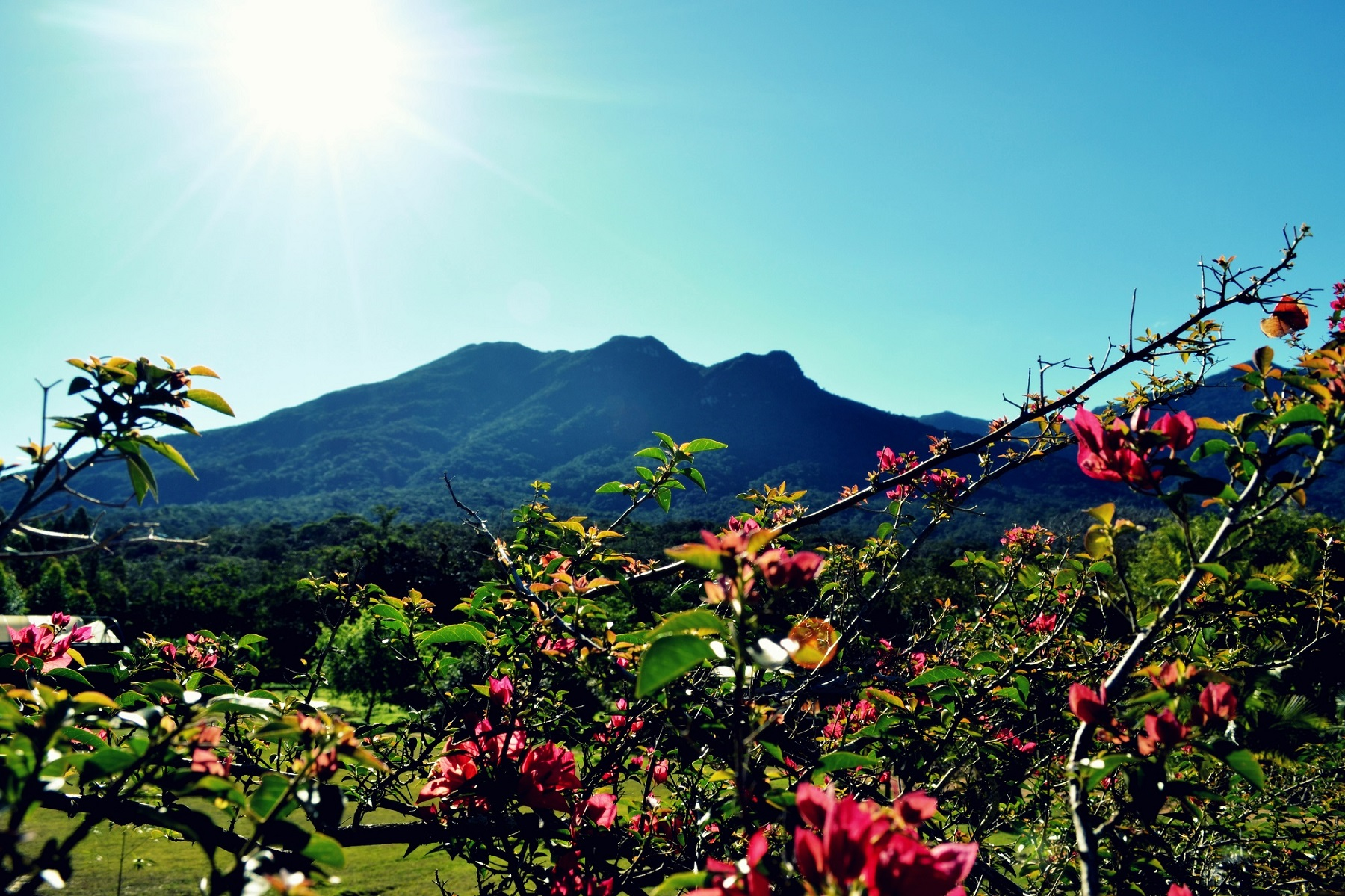
Imagem do Monte Crista, um dos pontos turísticos da cidade.

Garuva é a primeira cidade do Estado de Santa Catarina no sentido Norte/Sul, ou seja, o turismo catarinense começa aqui. Para quem gosta de variadas atividades, combinadas com a calmaria do interior, essa cidade de apenas 16 mil habitantes tem muito a oferecer. O Monte Crista, a Baia do Palmital, a Serra do Mar, a Cascata do Quiriri, os Produtos Coloniais, as Festas Típicas, os Rios cristalinos, junto com a Pedra da Judite, além dos roteiros de pesque-pague, pousadas, artesanato e as famosas Orquídeas, que estão presente em toda a cidade.

Monte Crista: O caminho, ao alto, já foi utilizado por padres jesuítas há mais de 200 anos, existindo trilhas feitas por humanos com mais de mil anos de existência e ainda muito bem conservadas. Os caminhos ligavam o litoral ao interior, indo até o Paraguai. Os antigos contam que jesuítas guardavam ouro nas grutas; eles apelidaram a Pedra do Mirante de "Guardião do Crista". 

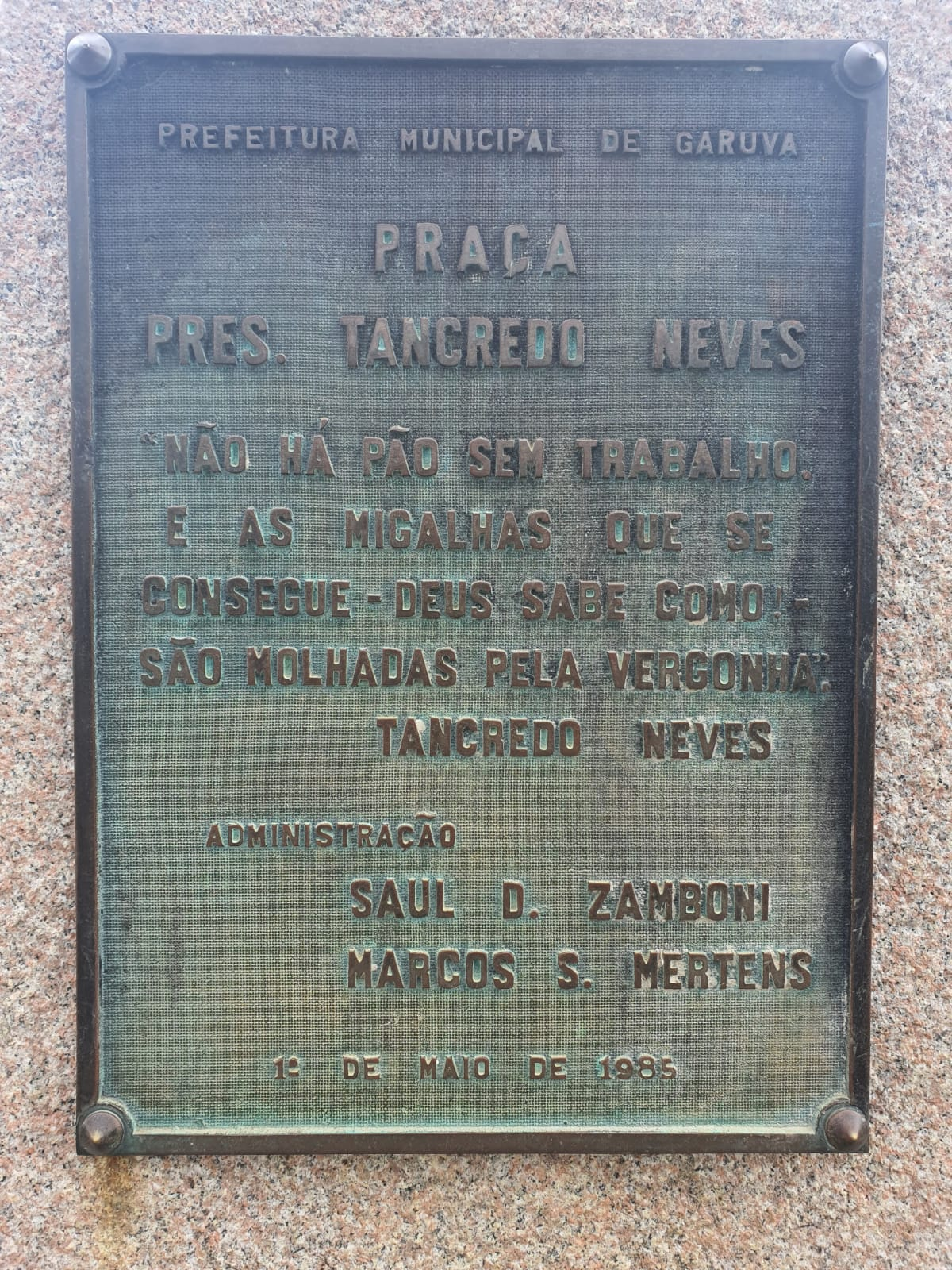
Placa da praça Tancredo Neves

Baia do Palmital: A baia ficou famosa pela sua diversidade de fauna e flora. Além de ser muito procurada pelos pescadores artesanais, a baia conta com a presença da pesca esportiva em busca do peixe Robalo. O local também serve de descanso em meio à natureza preservada da região. 
Serra do Mar: A cidade de Garuva localiza-se na base da Serra do Mar. O local possui cachoeiras e trilhas propícias para os aventureiros de plantão. As montanhas irmãs são formadas pelo contraforte da Serra do Quiriri e são considerados um dos conjuntos mais conhecidos de montanhas: o Pico da Jurema e o Pico Garuva.
Cascata do Quiriri: A cascata possui mais de 90 metros de queda d'água e atrai olhares dos turistas que passam pela região. A cachoeira fica localizada na comunidade do Quiriri, ao extremo da Serra que leva o mesmo nome da localidade. 
Produtos Coloniais: Os produtos coloniais são encontrados nas Bancas Coloniais, localizadas na BR-101 e na Rodovia SC-415, com uma variedade de queijos, salames, geleias, bolachas, mel, melado, produtos derivados de banana, entre outros.  Boa parte desses produtos podem ser encontrados nas bancas ou na Estrada Otto Roeder, que possui diversas residências que comercializam os produtos tradicionais da cidade. 

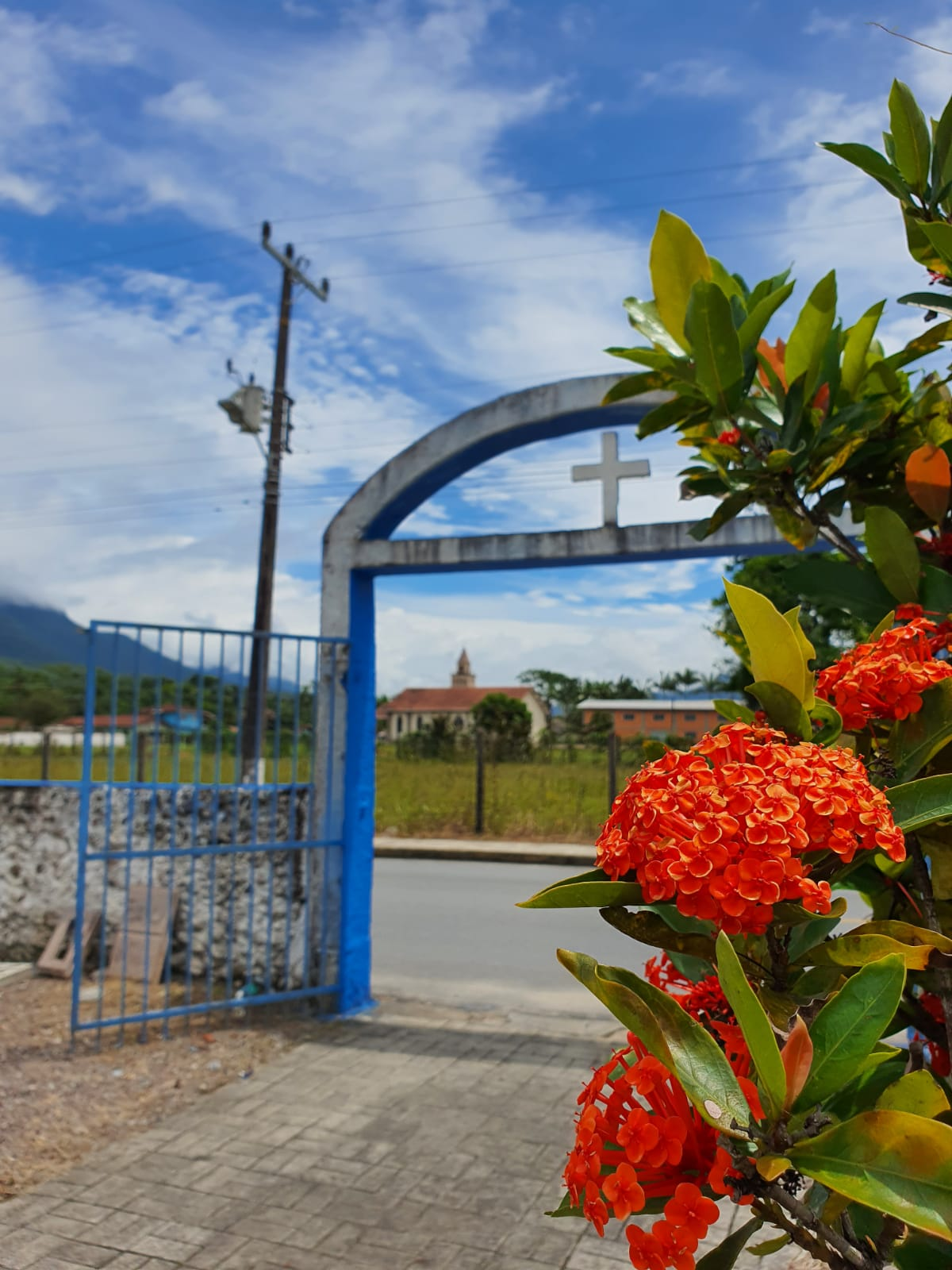
Pórtico central do cemitério municipal

Festas típicas: Anualmente, quatro grandes eventos marcam a rotina da cidade. A Festa de São João Batista, padroeiro da cidade, realizada sempre no mês de junho. Já no mês seguinte, a Festa do Colono, uma homenagem aos trabalhadores rurais do município. Em outubro, ocorre um dos maiores encontros de trilheiros de SC, o Garulama. Também acontece a Garupesc, evento de pesca esportiva na cidade, realizada no Rio Palmital. E por fim, no dia 20 de dezembro, a comemoração do aniversário do município.  
Pedra da Judite: Um dos pontos auges do verão garuvense, a Pedra da Judite atraí turistas durante toda a estação devido às águas cristalinas do Rio São João. Esse é um dos pontos mais calmos para banho e por isso se torna muito movimentado nessa época do ano. 
Pesque-pagues: Esses espaços proporcionam descanso, silêncio e paisagens belíssimas. São muito procurados por turistas, visto que possuem uma variedade de espécies de peixes e também um clima apropriado para atividades ao ar livre. 

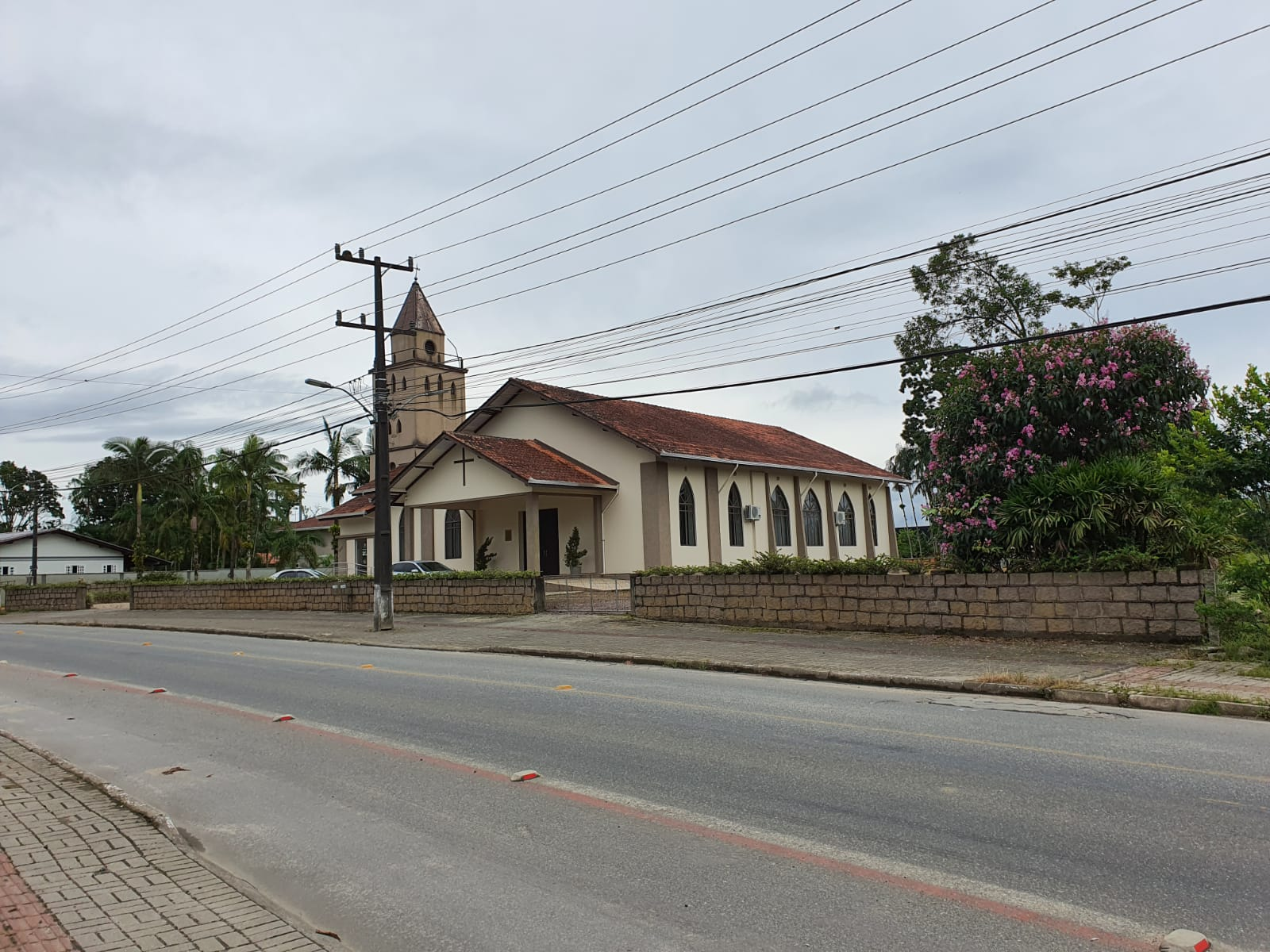
Vista frontal da Igreja Luterana do município

Artesanatos: O artesanato em vime é destaque em todo o estado de SC. Em Garuva, além de movimentar a economia da cidade, proporciona diversos produtos para venda e comercialização nas bancas tradicionais do município. 
Além desses pontos turísticos, a cidade possui atrações históricas, como a Igreja São João Batista, o Recanto da Judite, o Hospital e maternidade São Judas Tadeu, a delegacia da Polícia, a Praça Governador Pedro Ivo, o Cemitério Municipal, a Casa Comercial de Margarida Cidral, o Porto Palmital, Porto Barrancos e Porto Cavalinhas. Além disso, os turistas ainda podem visitar a Fazenda dos Gomes, o Morro dos Bugres e o Assentamento Conquista. 

## Educação
A cidade de Garuva possui 12 escolas e um centro de música, o Programa Musicarte. Dentre as escolas, encontram-se a Escola Municipal Vicente Vieira, Escola Municipal Tancredo de Almeida Neves, Escola Estadual Carmen Seara Leite, Escola Municipal Guilherme Benkendorf, Creche Municipal Frei José Bertoldi, Escola Municipal Maria Martins Budal, Escola Municipal Ernesto Alberto Hattenhauer, Pré-escolar Municipal Dente de Leite, Escola Municipal Iça Mirim, Pré-escolar Municipal Vitória Junqueira Pensky, Creche Municipal João de Deus e Creche Municipal Maria Corrêa Saad. 

## Esporte

### Futsal feminino
Anualmente são disputados torneios municipais de futsal na cidade, equipes femininas da modalidade tem ganhado força e tem contado com investimos de empresários da cidade, equipes como Vasquinho Feminino, São Miguel e Três Barras tem protagonizados jogos equilibrados e ganham reconhecimento da comunidade, em 2019 a equipe São Miguel sagrou-se campeã sobre a equipe do Vasquinho Feminino por 3 a 2, em terceiro lugar ficou a equipe do Três Barras.

## Administração

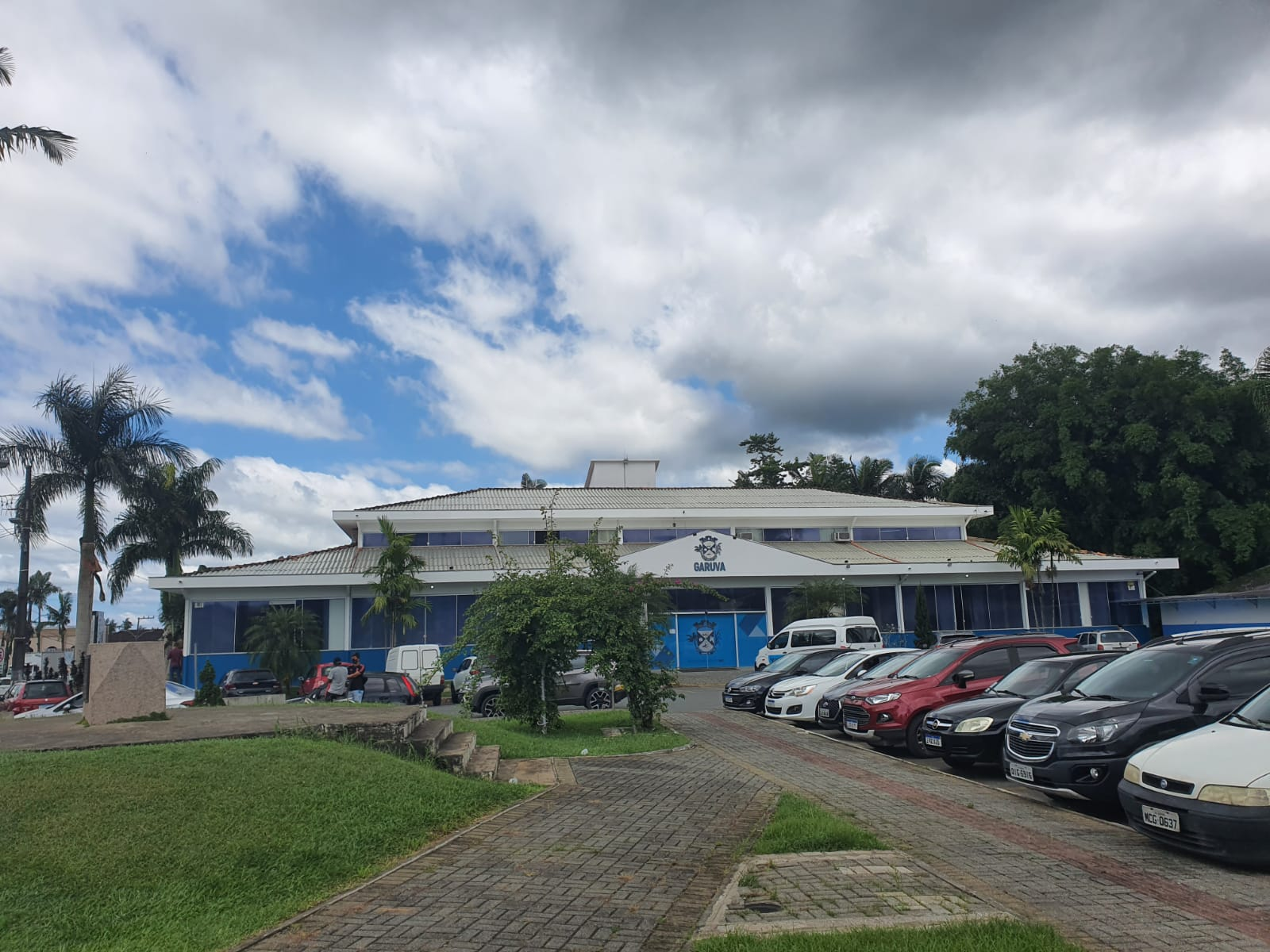
Prédio da prefeitura municipal de Garuva

O atual prefeito de Garuva é Plotino de Bittencourt (Tino), do Partido Liberal (PL).
Os atuais vereadores são: Doutora Sheila Chaves, Helena Chaves, Jarbas Budal, Klaus Eduardo, Ladiomar Padilha, Marcelino Martins, Reginaldo Rosa, Rosiani Boeing e Vereador Back. 
o Presidente da Câmara dos Vereadores é Reginaldo Rosa.
Os antigos administradores da cidade são: Rodrigo Adriany David (2017-2024), José Chaves (2013-2016), João Romão (2005-2012), Sidnei Pensky (1997-2004), Saul Zamboni (1993-1996), José Chaves (1989-1992), Saul Zamboni (1983-1988), Lebon Duvoisin (1977-1983), Darci Pereira da Costa (1973-1977), Lebon Duvoisin (1970-1973), Dórico Paese (1966-1970, primeiro prefeito eleito), Raul Slamma (1965-1966), Ólivo Nóbrega (1964-1965).

## Geografia

### Vegetação

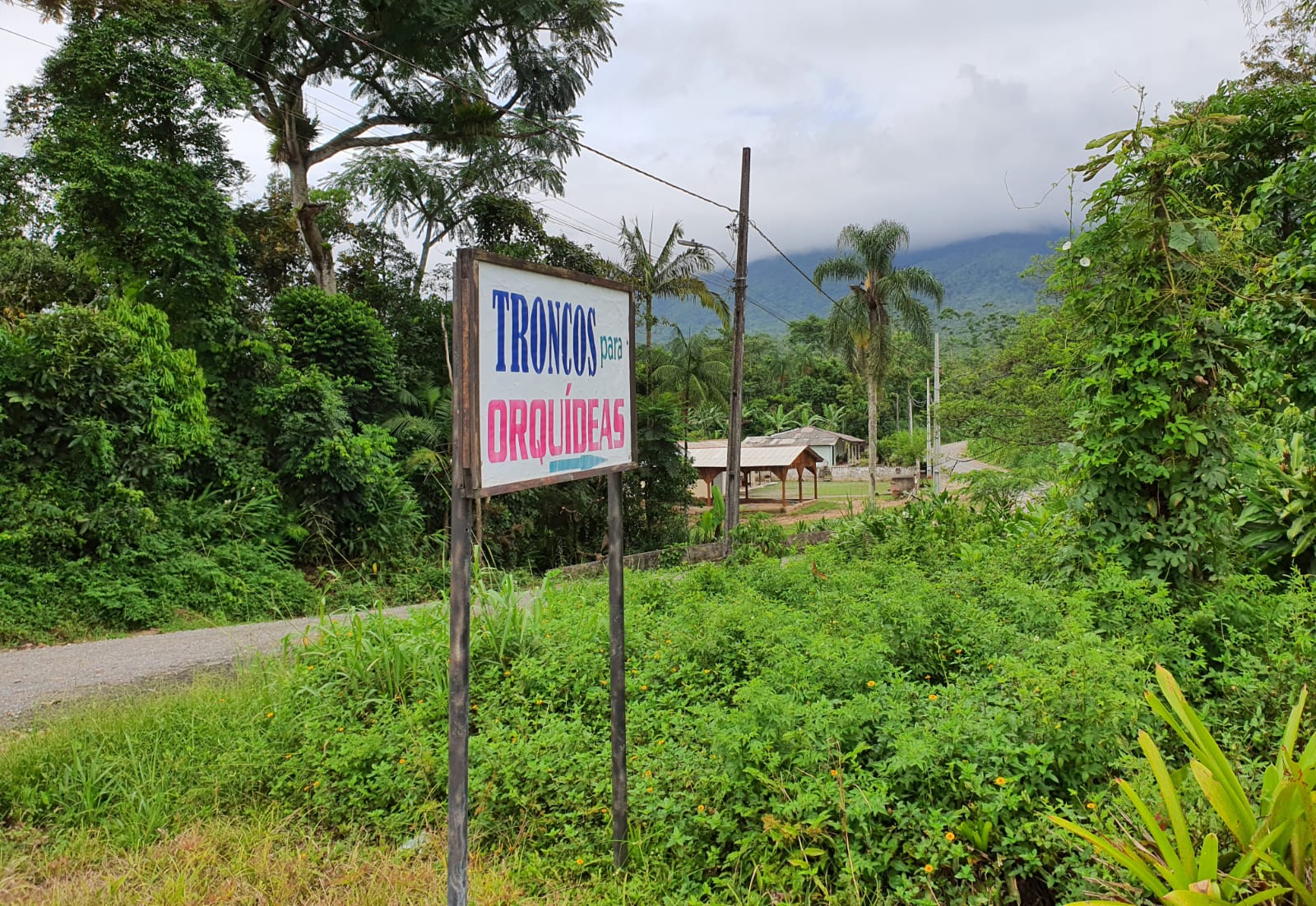
Desvio para a BR-101 pela rua Sete de Setembro

A cobertura florestal natural do município está inserida na região da Mata Atlântica. As terras compreendem a um agrupamento de vegetação denominado tropical atlântica, tombado como área de preservação, ocupando 64,65% do território garuvense e 12% remanescente da Mata Atlântica do território catarinense. A Mata Atlântica registra elevado índice de umidade e baixa amplitude térmica, por causa de ambientes marcados por intensa influência oceânica. As excepcionais condições ambientais da região permitiram o desenvolvimento de uma floresta com fisionomia e estrutura peculiares, com grande variedade de espécies endêmicas.

### Relevo

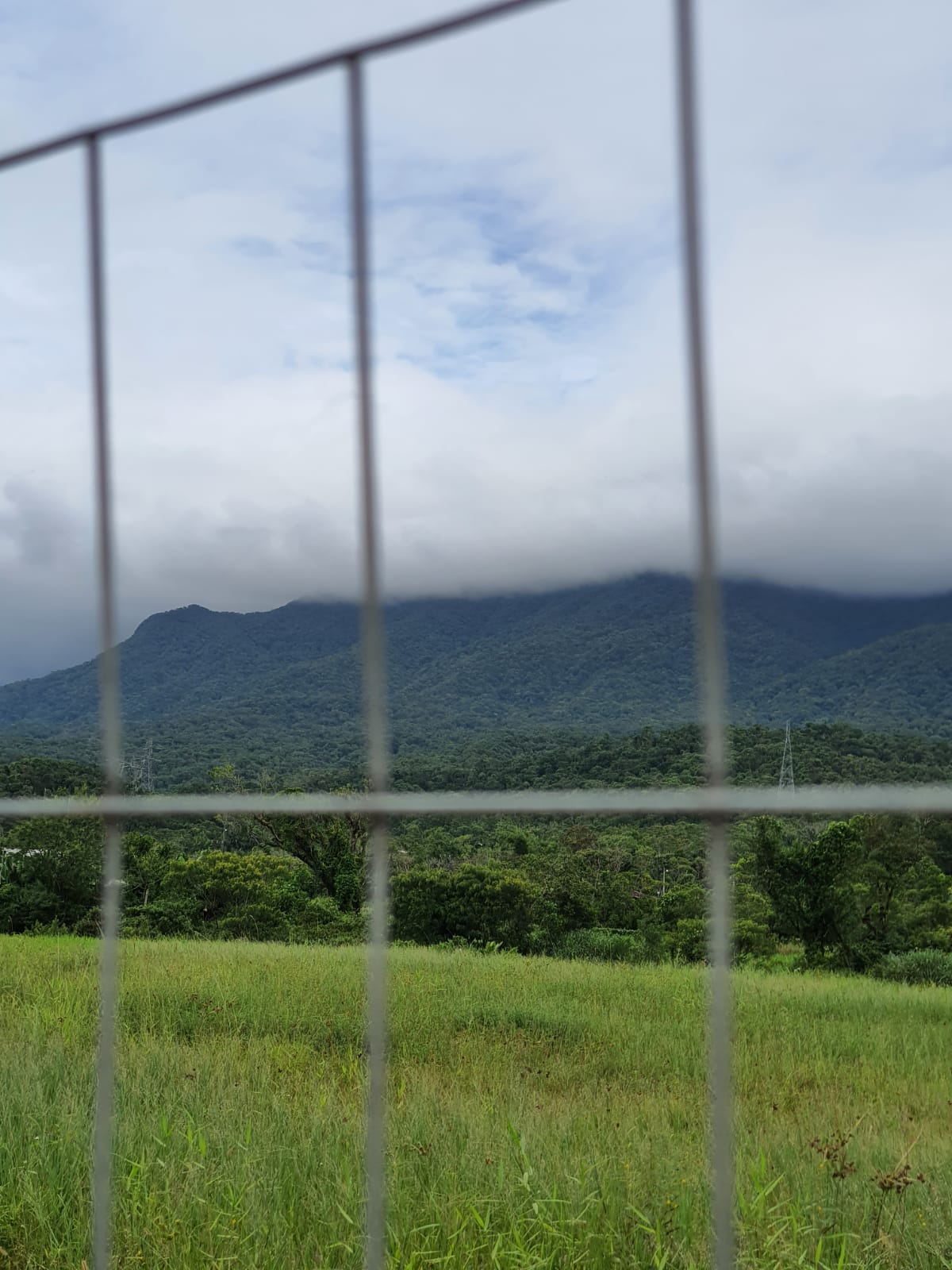
Visão da Serra do Mar

O relevo do município é heterogêneo com área planas e fortemente onduladas. A maior parte do território compõe-se de terras planas e baixas. Encontram-se elevações com até 1.400 metros, na Serra do Mar. Na bacia do Rio Palmital existem áreas de mangue.

### Hidrologia
O acidente hídrico de extrema importância é a Serra do Mar, conhecida na região como Serra do Quiriri, Serra Feia e Serra do Iquererim, onde localizam-se as nascentes dos rios São João, Palmital e Quiriri. Na serra do Carrapatinho, ao leste do município, encontram-se as nascentes dos rios Saí Mirim e Sai Guaçu. A mais importante bacia hidrográfica da região é a do Palmital, por oferecer trechos propícios à navegação, que serviram de acesso aos imigrantes. As nascentes dos rios Palmital, Quiriri, Saí Mirim e Saí Guaçu compõem também a bacia hidrográfica do Rio São João. Por esta profusão de águas, livres de poluição, Garuva preserva o título de "Paraíso das Águas".

### Clima
O clima, segundo classificação do IBGE, é do tipo subtropical úmido e com a média anual de 28º C. Quanto à pluviosidade, a quantidade de chuvas varia entre 1.600 à 1.700 milímetros. A umidade relativa do ar sofre forte influência dos ventos marítimos, com um média anual de 85% e aproximadamente 155 dias chuvosos no ano.